# テンプルモア男爵
テンプルモア男爵（英: Baron Templemore）は、イギリスの男爵、貴族。連合王国貴族爵位。1831年にアーサー・チチェスターが叙されたことに始まる。1975年以降、ドニゴール侯爵の従属爵位となっている。

## 歴史
ホイッグ党の政治家アーサー・チチェスター(1797-1837)は、1831年9月10日に連合王国貴族としてドニゴール県テンプルモアのテンプルモア男爵(Baron Templemore, of Templemore in the County of Donegal)に叙された。
なお、初代男爵は初代ドニゴール侯爵アーサー・チチェスター(1739-1799)の三男にあたるスペンサー・スタンリー・チチェスター卿(1775–1819)の息子であったため、ドニゴール侯爵位の潜在的な継承権者であった。
2代男爵ハリー(1821-1906)はウェックスフォード県副統監や同県治安判事を務めた。
その孫にあたる4代男爵アーサー(1880-1953)は保守党の政治家として活動して、貴族院与党院内幹事、侍従たる議員及び国王親衛隊隊長職を歴任した。
彼の長男にあたる5代男爵ダーモット(1916-2007)は爵位を継承して貴族院に列したのち、1975年に本家筋の第6代ドニゴール侯爵エドワード・チチェスターが男子なく死去したため、ドニゴール侯爵位を相続した。
その結果、テンプルモア男爵は侯爵位の従属爵位となって現在に至っている。(→以降の歴史はドニゴール侯爵を参照)

## テンプルモア男爵（1831年）
- 初代テンプルモア男爵アーサー・チチェスター（英語版） （1797 – 1837）
- 第2代テンプルモア男爵ハリー・スペンサー・チチェスター （1821 – 1906）
- 第3代テンプルモア男爵アーサー・ヘンリー・チチェスター （1854 – 1924）
- 第4代テンプルモア男爵アーサー・クロード・スペンサー・チチェスター（英語版） （1880 – 1953）
- 第5代テンプルモア男爵（第7代ドニゴール侯爵）ダーモット・リチャード・クロード・チチェスター （1916–2007）（1975年にドニゴール侯爵位を承継）

以降の歴代当主は、ドニゴール侯爵を参照。